# Símbols de Guadalajara (Mèxic)
Els símbols de la ciutat de Guadalajara són l'emblema representatiu d'aquest municipi de l'estat de Jalisco.

## Escut

Escut de Guadalajara.

L'escut de Guadalajara consta d'un camp blau, un pi de sinople perfilat, dos lleons rampants de color, oposats al front i les cames al tronc, el brodat és d'or, està format per set braços de gules. Per segell, casc tancat i per a cimera una bandera de gules, carregada amb una creu de Jerusalem a la que fa servir com a fust una llança del mateix color, els lambrequins són d'or i blau alternats.
El camp blau significa lleialtat i serenitat, el pi de sinople significa pensaments nobles, els lleons sobirania i esperit bèl·lic, les armes signifiquen protecció, favor i puresa dels sentiments, honor a la batalla de Baeza contra els moriscos el 1227. El casc representa un grau de noblesa, la victòria en el combat, la creu de Jerusalem significa que els conqueridors eren descendents dels senyors de les croades, i la llança significa una força temperada per la prudència.
Carles V, emperador del Sacre Imperi Romanogermànic, va concedir el títol de ciutat a Guadalajara i li va concedir l'escut el 1539.

## Bandera
La bandera de Guadalajara és un dels símbols oficials de la ciutat mexicana de Guadalajara, juntament amb l'escut de Guadalajara.
Es tracta d'una bandera derivada de l'escut heràldic, que apareix al mig en una franja groga de doble amplada i envoltada de dues franges blaves a dalt i a baix.

### Història
Fou encarregada pel governador de la ciutat, Francisco Medina Asencio, l'any 1967, i que representa els colors habituals florals, del transport públic i de l'hodonímia urbana.

Bandera de Nova Galicia (1531–1826)